# Leptoxis virgata
Leptoxis virgata је пуж из реда Sorbeoconcha и фамилије Pleuroceridae.

## Угроженост
Ова врста се сматра рањивом у погледу угрожености врсте од изумирања.

## Распрострањење
Сједињене Америчке Државе су једино познато природно станиште врсте.

## Станиште
Станиште врсте су слатководна подручја.